# Fabio Casartelli
Fabio Casartelli (16. august 1970 i Como – 18. juli 1995 på Col de Portet d'Aspet) var en italiensk cykelrytter. Hans største sejr kom under OL 1992 i Barcelona, da han vandt landevejsløbet. I løbet af hans karriere nåede han at køre for Ariostea, ZG Mobili og Motorola. Han døde under en nedkørsel fra Col de Portet d'Aspet under Tour de France 1995.